# قرص فوار

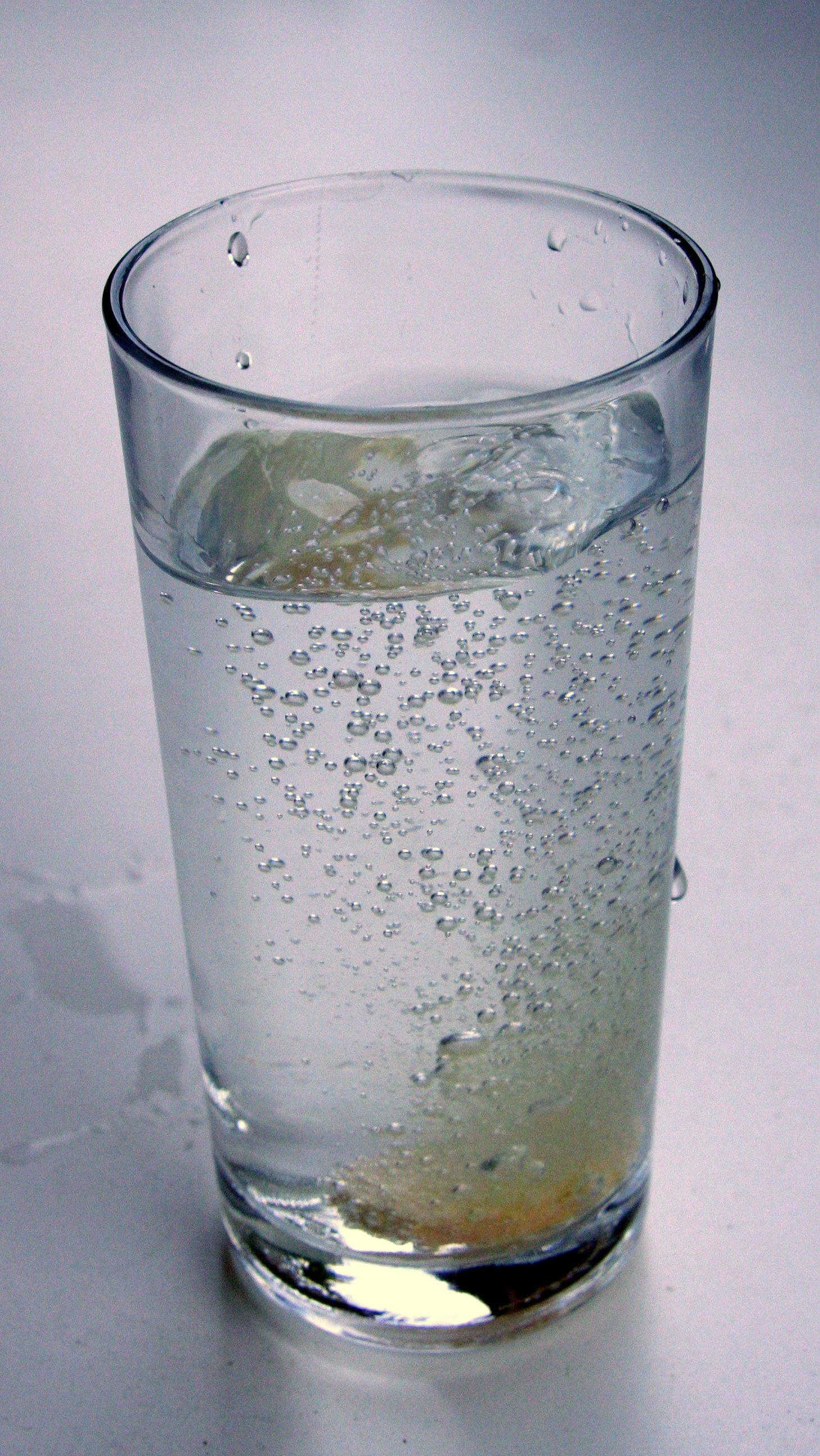

شكل دوائي له استعمالات متنوعة، فقد يستخدم كمضاد للحموضة تستخدم لتخفيف حرقة وحمض عسر الهضم. كما قد يوصف أيضا لجعل الدم أو البول أقل حمضية في ظروف معينة.

## مكونات القرص الفوار
القرص الفوار يتكون من مادتين أساسيتين هما بيكربونات الصوديوم وحامض عضوي وهو حمض الأسكوربيك أو حمض الساليسيليك. من المعروف أن بيكربونات الصوديوم من المواد الصلبة، لكن عند ذوبانه في الماء يتفاعل مع الحامض العضوي وتخرج عنه شحنة كهربائية، كما ينتج عن ذلك التفاعل تكوين مركبات أخرى من بينها ثنائي أكسيد الكربون الذي يحاول الهروب إلى السطح محدثا فقاعات الهواء التي تراها تتصاعد داخل الكوب بعد انتظار فترة.
لكن ما فائدة هذه العملية ؟! في الواقع ان لعملية الفوران هذه أثراً كبيراً في سرعة امتصاص الدواء عن طريق الجسم، وبالتالي زيادة فعالية هذا الدواء، ومن المعروف أن القرص يمر بعدة مراحل قبل أن يمر امتصاصه عن طريق الدم، ففي المرحلة الأولى يتم ذوبان القرص في المعدة وبعد ذلك يعبر الغشاء المعدي قبل أن يذهب إلى الدم، لذيلك يفضل استعمال محلول الفوار فهو يختصر تلك المراحل.
من جهة أخرى فإن بيكربونات الصوديوم يقلل من الآثار غير المستحبة للحامض العضوي، كما يجعل الاطعم مقبولا. عملية الفوران عبارة عن تصاعد غاز ثانى اكسيد الكربون وهذا الغاز له تأثير سريع لمعادلة حموضة المعدة لذلك يجب أن تؤخذ هذه النوعية من فوارات مضادات الحموضة أثناء الفوران أما إذا أخذ بعد تمام الفوران القورص فلن يكون له أدنى تأثير لعدم وجود ثانى أكسيد الكربون فنضع القرص الفوار في كمية مناسبة من المياة ثم نتناوله أثناء عملية الفوران.

### أضرار القرص الفوار
الملح مادة أساسية للمحافظة على صحة جيدة، لكن المشكلة هي أن الفرد يتناول منه يومياً كمية تتجاوز تلك التي يحتاجها، ما يعرضه إلى ارتفاع ضغط الدم. في هذا السياق اكتشف باحثون أن الأدوية الفوارة تحوي كمية عالية جداً من الملح معرضة مستهلكها إلى الإصابة بجلطة بزيادة تصل إلى الخمس مرات. تحذيرات أطلقها باحثون بريطانيون نشروا نتائج دراستهم في “British Medical Journal” بعد دراسة بيانات أكثر من مليون مريض، لاحظوا ارتباطاً كبيراً بين استهلاك تلك الأدوية وأمراض الأوعية الدموية.
تحتوي الاقراص الدوائية الفوارة على مركب البيكربونات والذي يساعد في الذوبان والفوران، ويتم عادة دمجه مع الصوديوم. بعض تلك الأدوية ترفع استهلاك مستخدمها للصوديوم أكثر من الكمية التي ينصح باستهلاكها يومياً، والتي يجب ألا تتعدى “ثلاثة غرامات” يومياً فقط للبالغ. أما الكمية التي تختبئ في الأدوية الفوارة تتراوح بين 3 غرامات و18 غراماً في بعض الأنواع. تبين أن الذين يتناولون الأدوية الفوارة بشكل منتظم زاد خطر إصابتهم بجلطات مميتة بنسبة الخمس، مقارنة بمرضى يتناولون الأدوية ذاتها ولكن من دون ملح.
وجد الباحثون من خلال إجراء دراسة على عدد كبير من المرضى في المملكة المتحدة أن تناول الأقراص الفوارة مرتبط بالإصابة بالنوبات القلبية والسكتة الدماغية ولذلك يُوصى بضرورة إظهار تركيز الصوديوم على غلاف أو ملصق المنتج الدوائي لجميع الادوية التي تحتوي على 23 مغ من الصوديوم وتحذير المريض من اتباع نظام غذائي قليل الصوديوم.
ركزت الدراسة على إجراء مقارنة بين مرضى تناولوا عقاقير الدوائية خالية من الأملاح وثبت زيادة فرصة اصابة الأشخاص الذين يعتمدون الأدوية الفوارة أو الذائبة بشكل منتظم بالنوبات القلبية أو السكتة الدماغية كما ازدادت احتمالية اصابتهم بارتفاع ضغط الدم بمعدل سبع مرات. لذلك يشار إلى ضرورة تحذير المرضى حول مخاطر استخدام الأقراص الفوارة وخاصة إن لم يتم اتباع نظام غذائي صحي قليل الأملاح.